# Kanton La Vistrenque
Kanton La Vistrenque (francouzsky Canton de La Vistrenque) je francouzský kanton v departementu Gard v regionu Languedoc-Roussillon. Tvoří ho šest obcí.

## Obce kantonu
- Bouillargues
- Caissargues
- Garons
- Milhaud
- Nîmes (část)
- Rodilhan